# M'Balia Camara
M'Balia Camara, née en 1929, morte le 18 février 1955 à Tondon, est une militante et indépendantiste guinéenne.

## Biographie
Elle est née à Posséah dans la sous-préfecture de Tondon. Préfecture de Dubréka, au sein d'une famille de paysans. Jeune adulte, elle devient militante du Rassemblement démocratique africain (RDA), aux côtés de son mari, Thierno Camara, ancien combattant de la Seconde Guerre mondiale. Le couple vit à Tondon, où elle anime le comité local des femmes du parti RDA. Le chef de canton local, Almamy David Sylla, s'oppose à l'action du RDA, et les 8 et 9 février 1955, participe à la collecte des impôts. Un conflit éclate avec les habitants au moment de cette collecte, et Sylla fait irruption dans la maison des Camaras. M'Balia, présente, enceinte, lui fait face. Sylla la frappe avec un sabre. Elle est emmenée à l'hôpital de Conakry. Le 11 février, le bébé décède, mort-né. M'Balia Camara meurt une semaine plus tard,.

## Hommages
Cet événement exacerbe les tensions et galvanise les militants luttant pour l'indépendance. Plusieurs milliers de personnes participent aux funérailles. L'oraison funèbre est lue par Ahmed Sékou Touré. Des chansons sont écrites sur M'Balia Camara. Elle est encore à l'honneur en Guinée, et fait l'objet de commémorations,,.
La principale place du marché de Conakry et l'un des carrefours de Kankan porte son nom.